# Duchovní pastýř

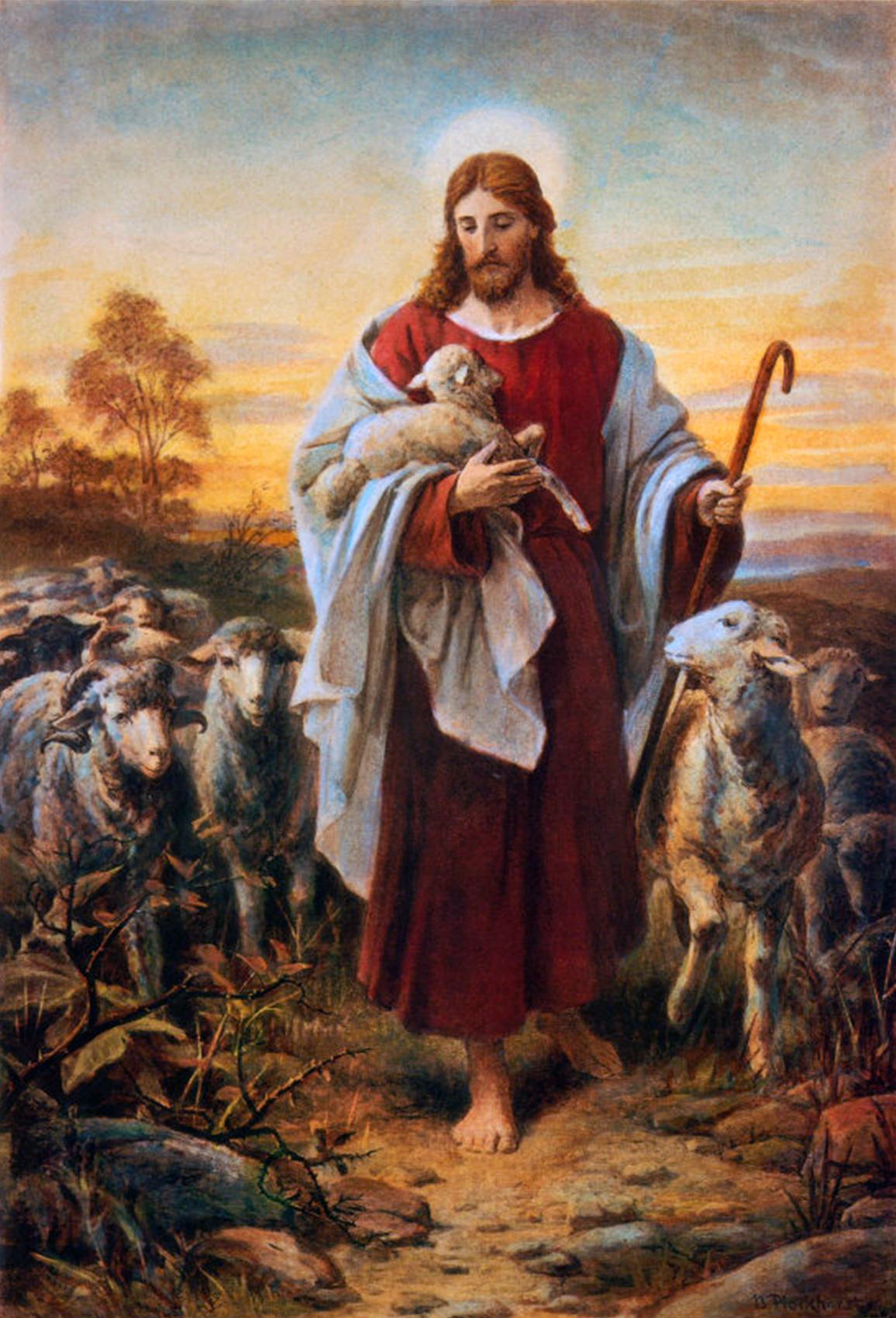
Bernhard Plockhorst: Ježíš jako Dobrý pastýř

Duchovní pastýř je označení používané pro osoby v církvi pečující o svěřený lid, resp. jejich duše, a to jak na úrovni farní (farář), tak diecézní (biskup). Nejvyšším pastýřem je pak míněn Ježíš Kristus. Toto označení vychází z biblického podobenství o dobrém pastýři. V některých protestantských církvích se proto duchovní označuje jako pastor (latinsky, česky pastýř).
| „               | Dobrý pastýř dává za ovce svůj život. Kdo je najatý za mzdu a není pastýř a jemuž ovce nepatří, jak vidí přicházet vlka, opouští ovce a dává se na útěk – a vlk je uchvacuje a rozhání – vždyť kdo je najatý za mzdu, tomu na ovcích nezáleží. Já jsem dobrý pastýř; znám svoje ovce a moje ovce znají mne, jako mne zná Otec a já znám Otce; a za ovce dávám svůj život. Mám i jiné ovce, které nejsou z tohoto ovčince. Také ty musím přivést; a uposlechnou mého hlasu a bude jen jedno stádce, jen jeden pastýř. | “ |
| — Jan 10, 11-16 | |   |

## Jiné významy
- Duchovní pastýř (časopis)